# Museo Agusta
Il Museo Agusta è un museo, fondato nel 2002, sito in località Cascina Costa a Samarate, in Lombardia, che ospita una collezione di motociclette, automobili, elicotteri, modellini e documenti che ripercorrono la storia ultracentenaria dell'Agusta.

## Storia
Il museo è nato nel 2002 su iniziativa del Gruppo Lavoratori Anziani dell’Azienda per raccogliere fotografie, documenti, esemplari di motociclette ed elicotteri che ripercorrono quasi un secolo di storia dell’industria meccanica e aeronautica italiana.